# Un ángel en el fango
Un ángel en el fango é uma telenovela mexicana, produzida pela Televisa e exibida em 1967 pelo Telesistema Mexicano.

## Elenco
- Silvia Derbez
- Magda Guzmán
- Norma Lazareno
- Velia Vegar